# Philodryas agassizii
Espèce
Synonymes
- Eirenis agassizii Jan, 1863
- Pseudablabes agassizii (Jan, 1863)
- Liopletis brevicauda (Jan, 1863)
- Philodryas paucisquamis Peters, 1863

Philodryas agassizii est une espèce de serpents de la famille des Colubridae.

## Répartition
Cette espèce se rencontre :
- au Brésil dans les États du Rio Grande do Sul, de Goiás, du Minas Gerais et de Bahia ;
- en Argentine dans les provinces de Buenos Aires, de La Pampa, de Santa Fe, d'Entre Ríos, du Chaco, de Misiones, de Santiago del Estero, de Corrientes, de Córdoba, de San Luis et du Rio Negro ;
- en Uruguay ;
- dans le sud du Paraguay.

## Étymologie
Cette espèce est nommée en l'honneur de Louis Agassiz.

## Publication originale
- Jan, 1863 : Enumerazione sistematica degli ofidi appartenenti al gruppo Coronellidae. Archivio per la zoologia, l'anatomia e la fisiologia, vol. 2, no 2, p. 213-330 (texte intégral).